# Route nationale 227
Pour les articles homonymes, voir Route 227.
La route nationale 227 ou N 227, appelé communément « boulevard du Breucq » est une route nationale française située à l'est de Lille.
Cette voie rapide à 2 × 2 voies coupe l'A 22 de part et d'autre à travers Villeneuve-d'Ascq principalement. Au sud, elle permet de rejoindre l'autoroute A22, l'autoroute A27 et l'autoroute A23 via l'échangeur des Quatre-Cantons. Au nord, elle permet de raccorder l'autoroute A22 via l'échangeur de Babylone.
La totalité de la route nationale 227 fait partie du ressort de la Direction interdépartementale des Routes Nord.
Elle dessert les universités de Lille 1 et Lille 3, le centre commercial V2 et le Heron Parc, le Stadium Nord Lille Métropole, le Lille Métropole Musée d'art moderne, d'art contemporain et d'art brut. Depuis 2012, la route dessert également le Stade Pierre-Mauroy via l'échangeur des Quatre-Cantons.

## Sorties
- 2 Parking métro Quatre Cantons - Stade Pierre-Mauroy et Cysoing,
- 3 Stade Pierre-Mauroy,
- 4 Villeneuve-d'Ascq : hôtel de ville, centre commercial V2, Ascq, Triolo et résidence,
- 5 Stadium Lille Métropole et Pont de Bois,
- 6 Lille Métropole Musée d'art moderne, d'art contemporain et d'art brut,
- 7 Villeneuve-d'Ascq, Roubaix Est et Sud, Wattrelos et Hem,
- 8 Villeneuve-d'Ascq Les Prés,
- Fin de la route nationale qui devient l'autoroute A22